# Хоролец, Яков Игнатьевич
Яков Игнатьевич Хоролец (29 апреля 1923, Донецкая область — 19 сентября 2007) — советский военнослужащий, участник Великой Отечественной войны, полный кавалер ордена Славы, командир расчёта противотанкового ружья 170-го гвардейского стрелкового полка 57-й гвардейской стрелковой дивизии 8-й гвардейской армии 1-го Белорусского фронта, гвардии младший сержант — на момент представления к ордену Славы 1-й степени.

## Биография
Родился 29 апреля 1923 года в селе Новая Полтава Александровского района Донецкой области . Украинец. Окончил 7 классов. Работал литейщиком на заводе в городе Славянск Донецкой области.
В апреле 1943 года был призван в Красную армию. С того же времени на фронте. Воевал в составе 170-го гвардейского стрелкового полка 57-й гвардейской стрелковой дивизии. Первую боевую награду — медаль «За отвагу» автоматчик Хоролец получил в январе 1944 года за бои на Украине под Днепропетровском. В составе полка освобождал Украину и Польшу. Вскоре был назначен командиром расчёта ПТР.
1 августа 1944 года рядовой Хоролец с первой группой бойцов форсировал реку Вислу в 17 км юго-западнее города Гарволин. В бою за расширение плацдарма зашёл с бойцами во фланг противнику и внезапно атаковал. В течение нескольких дней участвовал в отражении вражеских атак, истребил около двух десятков противников. Приказом по 57-й гвардейской стрелковой дивизии от 12 августа 1944 года гвардии рядовой Хоролец Яков Игнатьевич награждён орденом Славы 3-й степени.
6 февраля 1945 года в бою за плацдарм на Одере в районе населённых пунктов Ратшток, Херцерсхоф младший сержант Хоролец заменил вышедшего из строя командира взвода. Приняв командование на себя, он повёл гвардейцев на штурм вражеских укреплений. Под его руководством гвардейцы отбили несколько атак противника и удержали захваченные позиции до подхода главных сил полка. За этот бой был представлен к награждению орденом Славы 2-й степени.
Также умело и решительно гвардии младший сержант Хоролец действовал в боях за расширение плацдарма 22-23 марта. Во главе отделения первым ворвался в населённый пункт Альтукибанд и вступил в бой с численно превосходящими силами противника. В этом бою он истребил тринадцать вражеских солдат. Был представлен к награждению орденом Славы 1-й степени. Приказом по войскам 8-й гвардейской армии от 26 марта 1945 года гвардии младший сержант Хоролец Яков Игнатьевич награждён орденом Славы 2-й степени.
Последний бой отважный гвардеец провёл на улицах поверженного Берлина. В ночь на 2 мая с группой бойцов проник в дом на Тиргартен-штрассе, из окон которого вели огонь противники. Гранатами и автоматным огнём гвардейцы уничтожили около взвода противников, захватили десять пулемётов и склад фаустпатронов. За этот ночной бой Хоролец получил орден Отечественной войны II степени.
Указом Президиума Верховного Совета СССР от 31 мая 1945 года за исключительное мужество, отвагу и бесстрашие, проявленные на заключительном этапе Великой Отечественной войны в боях с вражескими захватчиками гвардии старший сержант Хоролец Яков Игнатьевич награждён орденом Славы 1-й степени, став полным кавалером ордена Славы.
В октябре 1945 года Я. И. Хоролец, как имеющий более трёх ранений, был демобилизован. Вернувшись на свой родной завод, он в течение почти десяти лет работал по своей довоенной специальности — литейщиком. В 1954 году переехал в город Дербент Дагестанской АССР. До выхода на пенсию работал слесарем в горпромкомбинате. За мирный труд награждён орденом «Знак Почёта». Жил в городе Дербенте. Скончался 19 сентября 2007 года. Похоронен на воинском кладбище города Дербента.
Награждён орденами Отечественной войны I и II степеней, Славы трёх степеней, «Знак Почёта», медалями.

## Память
В Дербенте 18 сентября 2020 года была установлена мемориальная доска в память о Якове Игнатьевиче на улице, носящей его имя.